# Patrick de Gayardon
Patrick de Gayardon de Fenoyl, surnommé « Deug », est un parachutiste sportif français né le 23 janvier 1960 à Oullins (Rhône) et mort accidentellement le 13 avril 1998 à Hawaï.

## Biographie

### Jeunesse
Ayant perdu ses parents accidentellement très jeune, Patrick est élevé par ses grands-parents. Membres d'une famille de la noblesse française, ses grands-parents l'inscrivent à onze ans au collège des pères maristes de Lyon, il obtient le baccalauréat et poursuit ses études à la faculté de droit.

### Débuts sportifs
Avant de découvrir le parachutisme, cet athlète de 1,88 m et 84 kg pratique le golf, la planche à voile, le ski et le tennis. 
À 20 ans, après quelques sauts effectués au sein de l'armée, il débute dans le parachutisme sportif ; depuis lors, il a effectué plus de 12 000 sauts. Champion de France de chute libre en 1985 et 1988, il est deuxième aux championnats du monde de 1985. En 1984, il découvre la chute freestyle (chute libre avec figures) et le BASE jump (saut depuis des points fixes tels que ponts, immeubles ou falaises). 
Ses débuts en tant que professionnel du parachutisme se font comme conseiller technique du cascadeur Alain Prieur, après plusieurs années à ses côtés il apprend la cascade puis après l’accident mortel de ce dernier, il décide de se lancer dans la cascade. 
Avec son ami Franck Konrad, il saute depuis la chute d'eau la plus haute du monde : le Salto Ángel (979 m), au Venezuela. 
En 1989, un an après que Joël Cruciani a effectué le premier saut de skysurf en sautant avec un snowboard depuis un hélicoptère, Patrick lui donne ses lettres de noblesse.
En 1992, il rejoint le Team Sector. Sector lui accorde un soutien financier exceptionnel lui permettant de réaliser des exploits comme le record du monde de saut de haute altitude sans appareil respiratoire le 16 octobre (11 700 m). Le 14 novembre 1995, il bat de nouveau le record au-dessus de Moscou (12 700 m, à −55 °C).
En Juillet 1993, avec son ami Jean-René Gayvallet et l'américain Mark Hewit, il saute à partir d'un hélicoptère dans le gouffre des Hirondelles au Mexique ; ce saut sera à nouveau réalisé pour le film Point Break (2015).

### L'invention de lawingsuit
En 1994, Patrick de Gayardon invente un nouveau concept de combinaison à ailes souples attachées au corps du parachutiste, entre ses bras et ses jambes : le vol en combinaison ailée (wingsuit). Leur principe de fonctionnement est similaire à celui des caissons d'une aile souple (parachute, kite ou parapente) : en s'engouffrant dans les caissons, le vent relatif donne un profil et une rigidité à l'aile, qui lui permettent de générer une portance.
Grâce à ses ailes, il peut suivre une trajectoire à 45°, et ainsi se diriger. Néanmoins le parachute reste indispensable pour atterrir, car sa vitesse de chute reste de 120 km/h, ce qui oblige d'ailleurs Patrick de Gayardon à modifier son parachute pour qu’il puisse s'ouvrir à cette basse vitesse de chute.
Les ailes ne cessent de progresser, et en 1998 Patrick de Gayardon atteint désormais des finesses proches de celles qui caractérisent la navette Columbia en revenant sur Terre (finesse de 1,8, contre 2 pour Columbia),.

### Une cascade spectaculaire
Le 29 juillet 1997, il saute d’un Pilatus (avion à turbine). Deux minutes plus tard, à l'aide de sa combinaison à aile, il rentre dans l’avion, une chose complètement impensable à l’époque, qui n'existait qu'au stade de la fiction dans le film James Bond GoldenEye sorti en 1995.
Avec plus de 12 000 sauts à son actif, il est l'un des plus grands parachutistes du moment, admiré tant par les civils que les militaires[réf. nécessaire].

### Décès
Il meurt accidentellement à 38 ans le 13 avril 1998 à Hawaï, à la suite d'un incident d'ouverture de son parachute. Pour améliorer sa finesse en wingsuit, Patrick expérimentait sans cesse des modifications sur son matériel. C'est en fixant un déflecteur au sac-harnais qu’il aurait noué par erreur des suspentes de la voile principale, empêchant l’ouverture (et la libération) de cette dernière,.

## Postérité
En avril 2008, dix ans après sa mort, il est élu meilleur parachutiste des années 1990 par le magazine de parachutisme français ParaMag.  Le journal sportif italien La Gazzetta dello Sport lui dédie ces mots[réf. nécessaire] : 
« Ci sono uomini che con le loro invenzioni hanno cambiato il nostro modo di vivere. Altri, quello di sognare. »
« Certains hommes ont permis, avec leurs inventions, de changer notre façon de vivre. D'autres, notre façon de rêver. »